# کله بریانتزا
کله بریانتزا (به ایتالیایی: Colle Brianza) یک کومونه در ایتالیا است که در استان لکو واقع شده‌است. کله بریانتزا ۸٫۴ کیلومتر مربع مساحت و ۱٬۷۵۰ نفر جمعیت دارد و ۵۵۹ متر بالاتر از سطح دریا واقع شده‌است.